# Kachinskärtimalia
Kachinskärtimalia (Napothera naungmungensis) är en nyligen beskriven fågelart i familjen marktimalior inom ordningen tättingar. Den förekommer endast i norra Myanmar. Internationella naturvårdsunionen kategoriserar arten som sårbar.

## Utseende och läte
Kacinskärtimalian är en 19,5 cm lång robust och kortstjärtad timalia med smal och något nedåtböjd näbb. Ovansidan är mörkbrun med ljusa spolstreck, undersidan vitaktig med ett dubbelt mörkt mustaschstreck. Bröstet är rödbrun med suddiga mörkbruna streck och en ljust roströd halsfläck. Sången består av serier med klara och monotona visslingar, medan varningslätet är ett hård "chrrr-chrrr-chrrr".

## Utbredning och systematik
Kachinskärtimalia förekommer enbart i norra Myanmar. Tidigare behandlades den som en underart till N. danjoui och vissa gör det fortfarande.

### Släktestillhörighet
Arten placerades tidigare i släktet Rimator eller Jabouilleia, men dessa inkluderas efter genetiska studier numera i Napothera.

## Levnadssätt
Arten förekommer i ursprunglig och uppväxande städsegrön lövskog. Den hittas även i klippiga områden, upp till 2100 meters höjd. Födan tros bestå av insekter som den plockar på eller nära marken i tät vegetation. Den ses vanligen enstaka, i par eller i små familjegrupper.

## Status och hot
Kachinskärtimalian har en liten världspopulation bestående av uppskattningsvis endast 250–2 500 vuxna individer. Beståndet tros dock vara stabilt. Internationella naturvårdsunionen IUCN kategoriserar den som nära hotad.